# 1992年夏季残疾人奥林匹克运动会韩国代表团
1992年夏季残疾人奥林匹克运动会韩国代表团是韩国派出的1992年夏季残疾人奥林匹克运动会代表团。获得11枚金牌、15枚银牌和18枚铜牌。